# 立川新聞
立川新聞（たちかわしんぶん）は、立川市在住の編集者が市民目線で発信する地域密着型ウェブマガジン。

## 特徴
立川の様々な情報を発信する地域密着型WEBマガジン「立川新聞」。

## 概要
2014年3月地域密着型WEBマガジン「立川新聞」がスタート。
立川のライフスタイルにまつわる記事を配信。